# 스토리 블라인드
스토리 블라인드(Storyblind)는 한국에서 제작된 변승현 감독의 2001년 영화이다. 안내상 등이 주연으로 출연하였다.

## 출연

### 주연
- 안내상
- 최송화

## 제작진
- 조명: 고명욱
- 미술: 홍지